# Angela Clarke
Angela Clarke (14 de agosto de 1909 – 16 de diciembre de 2010) fue una actriz de cine, televisión y teatro estadounidense.

## Carrera
Clarke comenzó su carrera como actriz de cine a una edad relativamente tardía. Tenía casi cuarenta años cuando consiguió una serie de papeles sin acreditar, empezando por Her Sister's Secret (1946). Su primer crédito en pantalla fue por The Undercover Man (1949). A continuación, se especializó en personajes matriarcales de cabello gris, como su interpretación de Mama Caruso en The Great Caruso (1951).
A lo largo de cuarenta años, Clarke apareció en pantalla más de sesenta veces, contando sus trabajos en películas y sus apariciones como invitada en episodios de series de televisión. Aunque por lo general tenía papeles secundarios y pequeños, las películas en las que causó una impresión más significativa fueron Darling, How Could You! (1951), The Harlem Globetrotters (1951), The Miracle of Our Lady of Fatima (1952), House of Wax (1953), Houdini (1953) y The Seven Little Foys (1955), en la que tuvo un papel secundario considerable como la cuñada que desaprueba a Bob Hope.
La carrera de Clarke como actriz se detuvo tras el estreno de The Seven Little Foys en junio de 1955. Ese fue el mes en que testificó ante el Comité de Actividades Antiestadounidenses (HUAC). Anteriormente, Judith Raymond, y Carin Kinzel Burrows (esposa de Abe Burrows), la habían señalado como comunista ante el HUAC. En su testimonio, Clarke admitió que había sido miembro del Partido Comunista de los Estados Unidos desde 1942 hasta 1949. Dijo que se alejó del partido "porque actuar era más importante". Sin embargo, no quiso "dar nombres" de sus compañeros comunistas, por lo que fue incluida en la lista negra. No volvió a trabajar en el cine hasta 1962. El año anterior, había conseguido su primer trabajo como actriz en televisión (en el primer episodio de Ben Casey) y continuaría complementando su trabajo en el cine con apariciones especiales en series de televisión.

## Muerte
Angela Clarke murió el 16 de diciembre de 2010, en Moorpark, California. Tenía 101 años.

## Filmografía
| Año  | Película                          | Papel                         | Notas           |
| ---- | --------------------------------- | ----------------------------- | --------------- |
| 1946 | Her Sister's Secret               | Cajera de cafetería           | (sin acreditar) |
| 1947 | Backlash                          | Mrs. O'Neill                  | (sin acreditar) |
| 1947 | Night Song                        | Woman                         | (sin acreditar) |
| 1947 | A Double Life                     | Lucy                          | (sin acreditar) |
| 1948 | The Snake Pit                     | Paciente griega               | (sin acreditar) |
| 1949 | The Undercover Man                | Theresa Rocco                 |                 |
| 1949 | House of Settlement               | Clara Christopher             |                 |
| 1949 | The Doctor and the Girl           | Miss Rourke                   | (sin acreditar) |
| 1949 | Mrs. Mike                         | Sarah Carpentier              |                 |
| 1950 | Captain Carey, U.S.A.             | Serafina                      |                 |
| 1950 | Woman in Hiding                   | madre de Clara May            | (sin acreditar) |
| 1950 | The Gunfighter                    | esposa de Mac                 | (sin acreditar) |
| 1950 | Outrage                           | Madge Harrison                |                 |
| 1950 | The Killer That Stalked New York  | Mrs. Dominic                  | (sin acreditar) |
| 1950 | Undercover Girl                   | Babe Snell                    |                 |
| 1951 | The Great Caruso                  | Mama Caruso                   |                 |
| 1951 | The Harlem Globetrotters          | Sylvia Saperstein             |                 |
| 1951 | Darling, How Could You!           | Nurse                         |                 |
| 1951 | It's a Big Country                | Mama Esposito                 |                 |
| 1951 | My Favorite Spy                   | Gypsy Fortune Teller          |                 |
| 1952 | The Miracle of Our Lady of Fatima | Maria Rosa Abóbora dos Santos |                 |
| 1952 | The Savage                        | Pehangi                       |                 |
| 1953 | House of Wax                      | Mrs. Andrews                  |                 |
| 1953 | Houdini                           | madre de Harry                |                 |
| 1953 | Beneath the 12-Mile Reef          | Mama Petrakis                 |                 |
| 1954 | The Egyptian                      | Kipa                          | (sin acreditar) |
| 1954 | The Bounty Hunter                 | Señora Maria Dominquez        | (sin acreditar) |
| 1955 | The Seven Little Foys             | tía Clara Morando             |                 |
| 1962 | The Interns                       | Mrs. Emma Auer                |                 |
| 1966 | Blindfold                         | Lavinia Vincenti              |                 |
| 1973 | The Girl Most Likely To...        | Actriz                        | Telefilme       |
| 1974 | Nightmare Honeymoon               | Lady in the Park              |                 |
| 1974 | Harrad Summer                     | Mrs. Kolasukas                |                 |
| 1978 | The Ghost of Flight 401           | Mrs. Collura                  | Telefilme       |
| 1986 | Killer in the Mirror              | Mrs. Wilkens                  | Telefilme       |
| 1988 | Memories of Me                    | Mrs. Petrakis                 | (parte pequeña) |

## Televisión
| Año         | Programa               | Papel                                   | Notas |
| ----------- | ---------------------- | --------------------------------------- | --- |
| 1961        | Ben Casey              | Mrs. Salazar                            | Episodio: To the Pure |
| 1962        | Going My Way           | Mama Cipollaro                          | Episodio: Not Good Enough for my Sister |
| 1962        | Alcoa Premiere         | Mama                                    | Episodio: The Potentate |
| 1963        | Combat!                | Madame Michelin / Claire Brouchard      | Episodio interpretando a Mme. Michelin: No Hallelujahs for Glory Episodio interpretando a Claire Brouchard: Reunion (both 1963)                                                                            |
| 1962 - 1963 | The Untouchables       | Catherine Chavis / Mrs. Santos          | Episodio interpretando a Catherine Chavis: Come and Kill Me (1962) Episodio interpretando a Mrs. Santos: The Spoiler (1963)                                                                                |
| 1964        | The Outer Limits       | Sue Ann Beasley                         | Episodio: Second Chance |
| 1962 - 1964 | Gunsmoke               | Topsanah / Carrie Newcom / Mrs. Crabbe  | Episodio interpretando a Topsanah: Quint Asper Comes Home (1962) Episodio interpretando a Carrie Newcom: The Far Places (1963) Episodio interpretando a Mrs. Crabbe: Trip West (1964)                      |
| 1965        | Mr. Novak              | Mother General                          | Episodio: There's a Penguin in my Garden |
| 1966        | The Virginian          | Mary Tait                               | Episodio: The Inchworm's Got No Wings at All |
| 1966        | Dr. Kildare            | Dahlia Rossi                            | Dos episodios: The Art of Taking a Powder Read the Book and then See the Picture |
| 1966        | Daniel Boone           | Wanona                                  | Episodio: The Allegiances |
| 1967        | Dundee and the Culhane | Maria                                   | Episodio: The Vasquez Brief |
| 1967        | Mission: Impossible    | Nancy Stoner                            | Episodio: The Survivors |
| 1968        | The High Chaparral     | Sister Luke                             | Episodio: A Joyful Noise |
| 1965 - 1969 | Death Valley Days      | Rosie Winters / Theresa Pico / Serafina | Episodio interpretando a Rosie Winters: The Trouble with Taxes (1965) Episodio interpretando a Theresa Pico: The Firebrand (1966) Episodio interpretando a Serafina: The Great Pinto Bean Gold Hunt (1969) |
| 1965 - 1970 | Bonanza                | Teresa / Mrs. Marshall                  | Episodio interpretando a Teresa: Jonah (1965) Episodio interpretando a Mrs. Marshall: It's a Small World (1970)                                                                                            |
| 1970        | Arnie                  | Helena Nuvo                             | Episodio: Piloto |
| 1970        | Bracken's World        | Mama Finello / Norma                    | Episodio interpretando a Mama Finello: Focus on a Gun Episodio interpretando a Norma: Preview in Samarkand                                                                                                 |
| 1970        | The Young Lawyers      | Mrs. McGuire                            | Episodio: At the Edge of the Night |
| 1971        | Alias Smith and Jones  | Hannah Utley                            | Episodio: Stagecoach Seven |
| 1973        | The Partridge Family   | Myra Fromacher                          | Episodio: The Partridge Connection |
| 1974        | Kojak                  | Mrs. Harrington                         | Episodio: Cross Your Heart and Hope to Die |
| 1974 - 1975 | Petrocelli             | Mrs. Donato / Mrs. Moran                | Episodio interpretando a Mrs. Donato: An Act of Love (1974) Episodio interpretando a Mrs. Moran: Five Yards of Trouble (1975)                                                                              |
| 1976        | Rich Man, Poor Man     | Mrs. Jardino                            | Miniserie Aparece en Part III: Chapter 5 |
| 1974 - 1977 | Insight                | Maria Abrams / Lillian                  | Episodio interpretando a Maria Abrams: And the Walls Came Tumblin' Down (1974) Episodio interpretando a Lillian: Arnstein's Miracle (1977)                                                                 |
| 1977 - 1978 | Baretta                | Mama / Mrs. Volga                       | Episodio interpretando a Mama: New Girl in Town (1977) Episodio interpretando a Mrs. Volga: The Gadjo (1978)                                                                                               |
| 1978        | Fantasy Island         | Nana                                    | Episodio: Return/The Toughest Man Alive |
| 1979        | All in the Family      | Mrs. Loretta Dillon                     | Episodio: Edith Gets Fired |
| 1983        | Voyagers!              | Sara Delano Roosevelt                   | Episodio: Destiny's Choice |
| 1983        | Brookside              | Elsa                                    | Dos episodios: Better Things to Do In Clink (ambos de 1973) |
| 1984        | St. Elsewhere          | Emma Keuhnelian                         | Tres episodios: Attack After Dark Vanity (todos de 1984) |
| 1985        | MacGyver               | Caterina Bennett                        | Episodio: The Prodigal |